# جان ساتبی
جان ساتبی (به انگلیسی: John Sotheby)، (زاده ۱۷۴۰ – درگذشته ۱ نوامبر ۱۸۰۷) یک حراج‌دار انگلیسی بود که هم‌نام خانه حراج معروف ساتبیز است.

## پیشینه
خانه حراج بیکر و لی، در ۱۱ مارس ۱۷۴۴ در لندن تأسیس شد، او برادرزاده ساموئل بیکر بود، که بنیان‌گذار یک شرکت حراج کتاب بود که بعدها به ساتبیز تبدیل شد.
پس از مرگ عمویش در سال ۱۷۷۸، جان در شرکت حراج کتاب خود با جورج لی شریک شد. او دامنه فعالیت شرکت را گسترش داد و به خرید و فروش نسخ چاپی، مدال، سکه، و آثار باستانی کمیاب به غیر از کتاب نیز پرداخت.
او در ۱ نوامبر ۱۸۰۷ در چیگول درگذشت.